# 3431 Nakano
3431 Nakano (1984 QC) là một tiểu hành tinh vành đai chính được phát hiện ngày 24 tháng 8 năm 1984 bởi T. Seki ở Geisei. Nó được đặt theo tên Syuichi Nakano